# 斯登衝鋒槍
斯登衝鋒槍（Sten，有時寫作STEN或Sten gun）是英國在二戰時期大量製造的9×19毫米口徑衝鋒槍，至停產前一共制造了超過4百萬把。該槍是英軍在二戰期間的主力衝鋒槍，並一直採用至1960年代才被史特林衝鋒槍所取代。
斯登是一种低成本和易於生產的武器，而STEN一詞是一個首字母縮略字，分別指設計師Reginald Shepherd、Harold Turpin及生產商Enfield（恩菲爾德）。其官方英文正式名稱中的並非指一般的卡賓槍，而是指短又輕的槍械。

## 設計及歷史
在二戰初期，英國還沒有制式衝鋒槍，只能依靠從美國援助入口的.45 ACP口徑湯普森衝鋒槍作為部份精銳部隊的裝備。英軍意識到敵軍已大量裝備衝鋒槍，加上從美國進口的湯普森衝鋒槍成本太昂貴，英國人計劃設計一把能使用9毫米魯格彈（包括從德軍繳獲的彈藥），且輕巧又便宜的衝鋒槍，最終得到的成果為斯登衝鋒槍。斯登雖然成本低廉，也從沒出現過子彈短缺的問題，卻極易因供彈可靠性差劣而出現嚴重卡彈問題，命中率和射程也不佳，而且其保險裝置可靠性太差，經常出現走火問題，尤其是在槍枝意外掉落時。許多前線英軍士兵替它取了很多如“水管工人的恶梦”、“伍爾沃思玩具槍”和“臭氣槍”（stench）等惡毒的綽號。如果有得選擇，他們寧可使用從敵軍繳獲的衝鋒槍，或是當時數量不多的湯普森衝鋒槍。後者雖然較重、後座力也很大，而且子彈穿透能力很低，但可靠度卻比斯登高得多。
斯登衝鋒槍發射9×19毫米帕拉貝倫手槍子彈，採用簡單的開放式槍栓和反沖作用原理運作，彈匣插座位於機匣左側，故彈匣是以橫置方式安裝。其彈匣本身與MP40衝鋒槍通用，有利於英軍士兵在戰場上補給彈藥。同時還有著與MP40一樣的問題，就是把彈匣裝滿彈藥（32發）時會有較高機率導致供彈故障，故經驗豐富的士兵一般只會裝填28—30發子彈。雖然有部份使用者（尤其是許多影視作品和電子遊戲內的角色）在裝上彈匣後以其充當前握把，但一般並不建議這樣做，因為以彈匣作支撐點會有可能令槍枝導致卡彈和供彈故障，而且還會損壞彈匣的供彈咀。使用斯登時的正確握持方式為抓緊槍管罩筒、彈匣插槽或扳機護環下方的傾斜部份。其機匣上設有的大型螺柱是射擊選擇桿，使用者需把它按下以切換射擊模式（半自動或全自動）。斯登沒有扳機保險，該槍唯一的“保險”是把槍栓拉後一半並將其卡在機匣上方的鎖槽上。斯登衝鋒槍在室內近戰與壕溝戰可以發揮持久火力，它的緊緻外型與較低的重量讓它具備絕佳的靈活性。另外，也因為斯登衝鋒槍的後座力較低，使它在戰場中移動攻擊時非常有利。該槍是戰爭中許多突擊隊和特種部隊成員的首選武器，同時也十分流行於法國和波蘭的地下抵抗組織及其他地下部隊，消音版本更成為二戰時期英國陸軍特種空勤團和特別行動部門特工用來滲透敵方據點時所裝備的特种武器。
第二次中日戰爭期間，國民革命軍駐印部隊裝備了斯登衝鋒槍並用於緬甸戰場，直至國共內戰時才大量用於中國戰場，其中有些被中共軍隊繳獲的斯登在中華人民共和國建立後繼續用於韓戰和被改造成影视道具槍。

## 衍生型
斯登衝鋒槍有多種衍生版本，共有約4,500,000把在二戰中服役。

### Mk I
Mk I是斯登衝鋒槍第一种版本，造工較好，裝有圓錐形消焰器、木制可摺疊前握把（有些為鋼制）、鋼制管型槍托、可轉動的主握把以便於貯藏，穿孔的槍管護套包圍整根槍管。在Mk II版本推出前Mk I共生產了約100,000把，而德軍對他們繳獲的斯登Mk I命名為“MP.748（e）”。
- 全長：896毫米（35.3寸）
- 槍管長：198毫米（7.8寸）
- 空槍重量：3.8公斤（7.2磅）

為了加速生產及降低成本，Mk I亦有推出簡化版本，這种簡化版本移除了木制前握把、及消焰器。

### Mk II

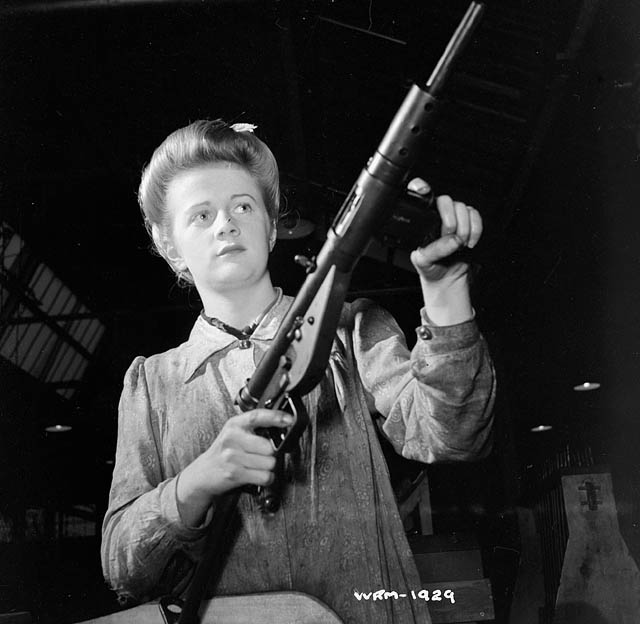
手持Mk II的加拿大工廠女工，攝於1942年

Mk II是斯登的大量生產版本，共制造了約2,000,000把。雖降簡化設計降低了生產成本並方便大量生產，但代價是Mk II的造工比Mk I粗糙。該型號移除了前握把、護木及消焰器、改用比槍管短3寸的可拆式槍管護套。它保留了原本的鋼制管型槍托，槍管護套上仍保留三行，每行三個的穿孔，部份Mk II裝有木制槍托。德軍對他們繳獲的斯登Mk II命名為“MP.749（e）”。
- 全長：762毫米（30寸）
- 槍管長：196毫米（7.8寸）
- 空槍重量：3.0公斤（6.7磅）
- 發射速率：550發／分鐘
- 有效射程：60米

加拿大在二戰時期亦有制造及裝備斯登衝鋒槍，其斯登是由位於安大略多倫多的[Long Branch Arsenal] 错误：{{Lang}}：无效参数：|3=（帮助）生產，他們的斯登衝鋒槍與Mk II非常相似，但改用下彎式槍托。加拿大的斯登衝鋒槍首次出現於1942年第厄普突擊戰的加拿大部隊。

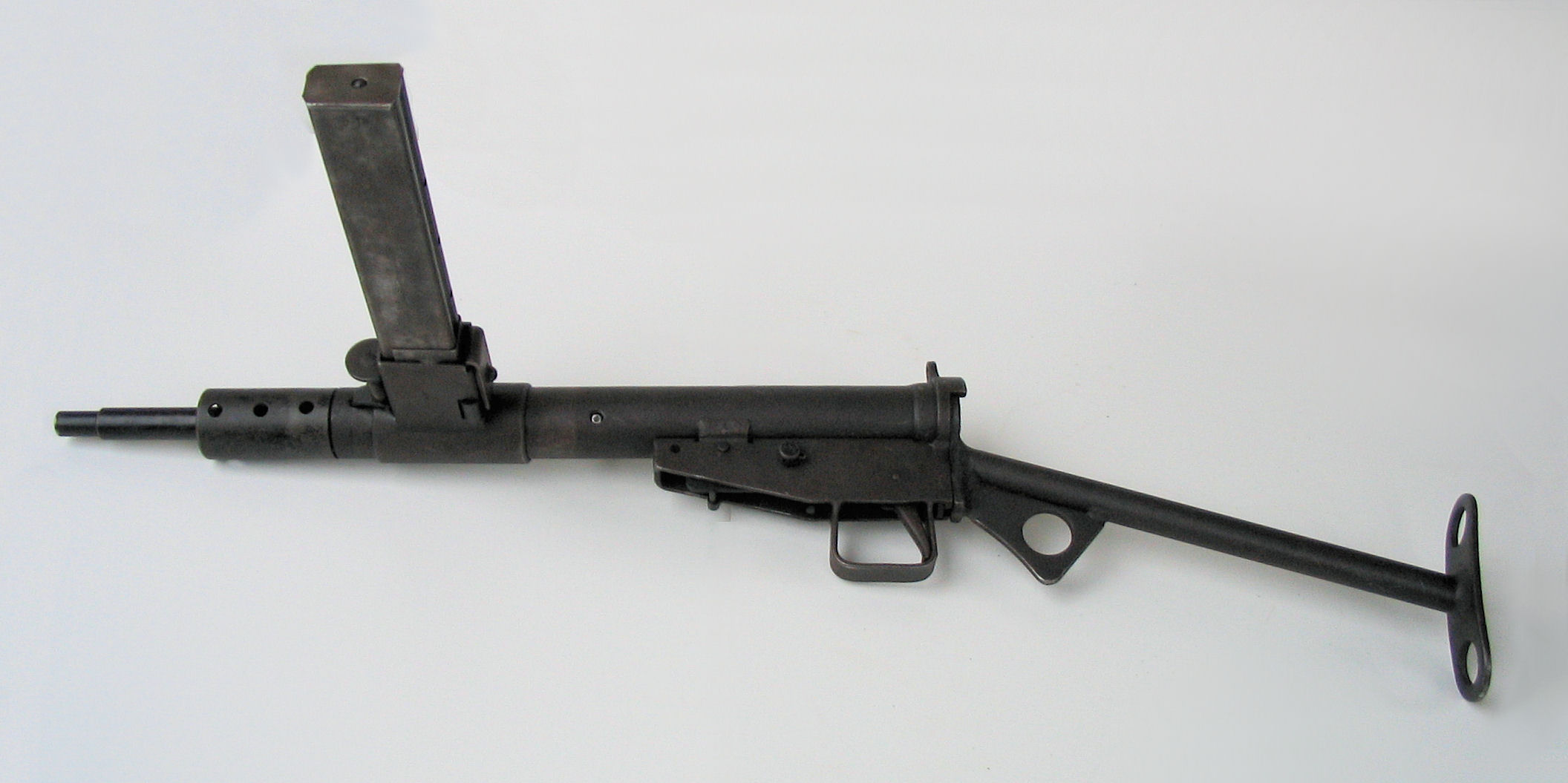
Mk II（機匣蓋已拆去）
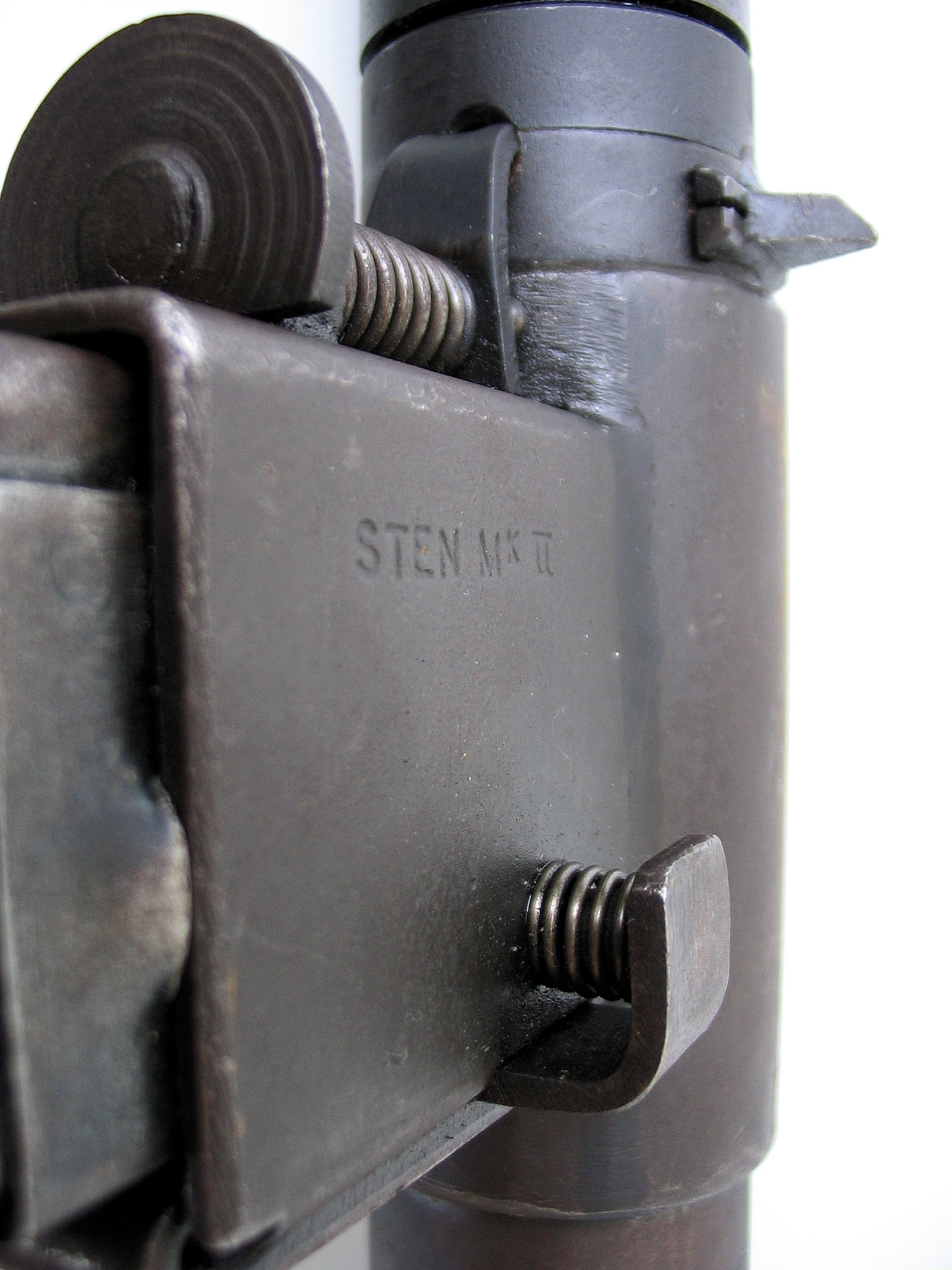
Mk II的彈匣釋放鈕

### Mk III
Mk III是比Mk II及Mk I更為簡化的版本，由英國及加拿大的兵工廠生產。與Mk II的不同之處在於，Mk III採用固定焊接槍管，一體化機匣及拋殼口，槍管護套加長至包圍整根槍管。德軍對繳獲的斯登Mk III命名為“MP.750（e）”。
- 全長：762毫米（30寸）
- 槍管長：196毫米（7.8寸）
- 空槍重量：3.18公斤
- 發射速率：550發／分鐘
- 有效射程：60米

### Mk IV
Mk IV是一种沒有推出的縮短試驗型，其大小接近手槍尺寸，裝有特制的圓錐形消焰器、垂直式主握把、輕型鋼製摺疊槍托及短槍管。

### Mk V

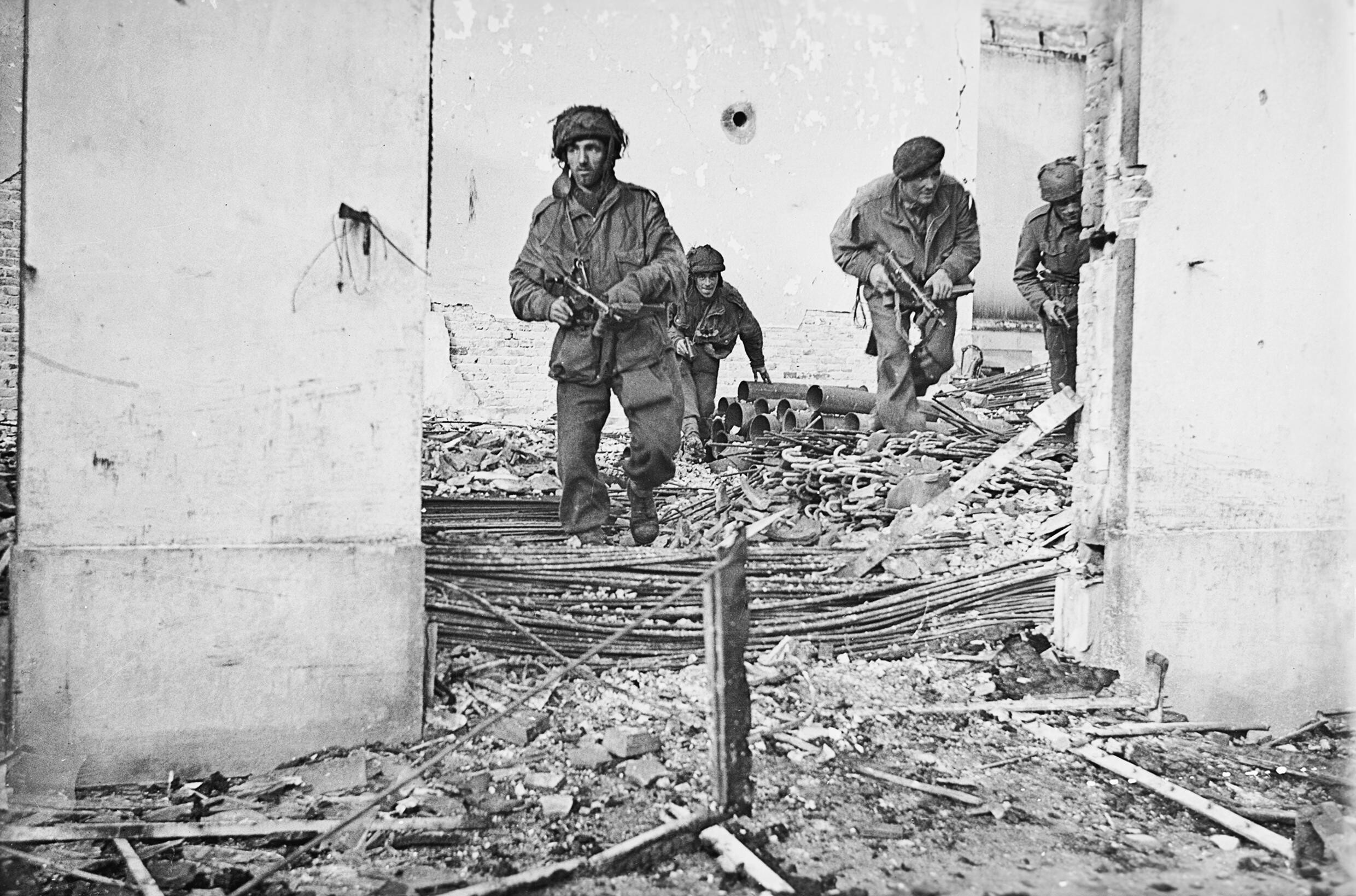
在市場花園行動中英軍傘兵的斯登Mk V

Mk V是加裝木制主握把及前握把、木制固定槍托及刺刀座的版本，當時的英軍傘兵佩用的彈匣帶可攜帶7個彈匣。
- 全長：762毫米（30寸）
- 槍管長：196毫米（7.8寸）
- 空槍重量：3.86公斤
- 發射速率：600發／分鐘
- 有效射程：60米

### Mk VI
Mk VI是斯登衝鋒槍的最後一种改進型，為英軍昔日之制式裝備。
- 全長：908毫米（35.8吋）
- 槍管長：198毫米（7.8吋）
- 空槍重量：4.45公斤（9.8磅）

### Mk IIS（消聲型）

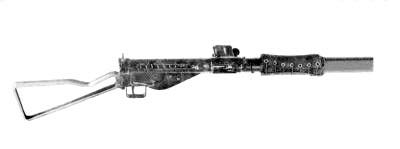
Mk IIS

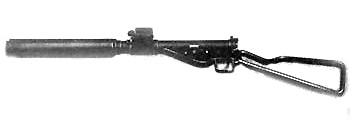
Mk IIS

Mk IIS及Mk VIS（又稱）是加裝整體式消音器的版本，消音型比普通版要重，槍管在全自動射擊時較快過熱，槍口初速亦降至只有305米／秒（1,000尺／秒）。該版本裝有木製主握把及木製固定槍托。
在1943年開始，消聲型主要由英國的特別行動部門（SOE）特工所使用，德軍對繳獲的斯登Mk IIS命名為“MP.751（e）”。而另一種二戰英軍消音型槍械是德利爾卡賓槍（De Lisle carbine）。

### 其他仿制及衍生型號
- Norwegian Sten（非正式名稱）：挪威被納粹德國佔領時由地下反抗軍製造及裝備的版本。
- Polski Sten：波蘭反抗軍在1942—1944年接收了約11,000把斯登Mk II，當時波蘭最少有23間地下兵工廠仿制該槍。
- Gerät Potsdam：1944年開始由德國毛瑟公司為德軍仿制的斯登Mk II，共制造了約28,000把。
- 奧斯丁Mk I（英语：Austen Mk I）：澳洲政府以斯登為原型生產的衝鋒槍，二戰期間為澳洲軍隊有限使用。
- MP3008衝鋒槍：納粹德國在1945年二戰末期製造的衝鋒槍，仿制斯登衝鋒槍。
- M3衝鋒槍：美國以斯登衝鋒槍的設計改進而成，在二戰末期大量生產的版本。
- 三八式衝鋒槍：中華民國仿制的斯登衝鋒槍，生產數量不明，被簡化為僅有全自動射擊模式。

## 使用國家和地區
- 阿尔巴尼亚
- 阿根廷
- 比利时
- 柬埔寨
- 加拿大
- 中非
- 錫蘭
- 中華民國(從英屬印度陸軍獲得)
- 中华人民共和国
- 古巴
- 賽普勒斯
- 刚果民主共和国
- 丹麦
- 埃及
- 芬兰
- 法國
- 希腊
- 英屬香港
- 印度
- 印度尼西亞
- 伊拉克
- 以色列
- 義大利
- 约旦
- 黎巴嫩
- 利比亞
- 盧森堡
- 马来西亚
- 馬爾他
- 墨西哥
- 緬甸
- 纳米比亚
- 納粹德國
- 尼泊尔
- 荷蘭
- 新西兰
- 奈及利亞
- 挪威
- 巴基斯坦
- 菲律賓
- 波蘭
- 葡萄牙
- 羅德西亞
- 南非
- 南蘇丹
- 越南共和国
- 斯里蘭卡
- 苏丹
- 坦桑尼亚
- 泰國
- 土耳其
- 乌干达
- 英国
- 美国
- 越南
- 南斯拉夫
- 尚比亞
- 辛巴威

## 流行文化

### 電子遊戲
- 2002年—《重返德軍總部》：安裝有滅音器，無法取下，連續射擊之後會過熱需要等待冷卻之後才能再度射擊。
- 2002年—《榮譽勳章：反攻諾曼第》：為Mk V型，命名為“Sten Mark II”，載彈量30發，英軍陣營武器。
- 2002年—《戰地風雲1942》：為Mk II型和Mk IIS型，分別命名為“Sten SMG”及“Sten”，前者為英軍及自由法軍醫療兵武器，後者為特種空勤團醫療兵專用。
- 2003年—《決勝之日》：為Mk II型，命名為“Sten”，英軍陣營武器。
- 2003年—《決勝時刻》：為Mk II型，命名為“Sten”，英軍陣營武器。
- 2004年—《決勝時刻：聯合行動》：為Mk II型及Mk IIS型，命名為“Sten”，由英國特種空勤團所使用。
- 2005年—《決勝時刻2》：為Mk II型，命名為“Sten”，英軍陣營武器。
- 2006年—《決勝時刻3》：為Mk II型，命名為“Sten”，由英軍和加拿大軍所使用。
- 2006年—《英雄連隊》：為Mk II型及Mk IIS型，英軍陣營武器。
- 2007年—《絕對武力Online》：為Mk II型，命名為“Sten Mk II”。奇怪地被描繪為閉鎖式槍栓（英语：Closed bolt）武器，而且射速偏高。
- 2010年—《決勝時刻：黑色行動》：為Mk II型，命名為“Sten”，僅於戰役模式關卡“新星計劃”中出現並由英國突擊隊所使用。
- 2014年—《狙擊之神3》：為加拿大版本Mk II型，命名為“STEN Mk. II”。
- 2017年—《狙擊之神4》：為Mk II型。
- 2017年—《決勝時刻：二戰》：為Mk II型，命名為“Sten”。
- 2018年—《戰地風雲5》：為Mk II型和Mk IIS型，命名為“STEN”，前者為醫療兵解鎖武器，後者僅出現於戰役模式。
- 2021年—《決勝時刻：先鋒》：為Mk II型，命名為“Sten”。
- 2021年—《應徵入伍》：為Mk I型(付費)、Mk II型(科技樹上作為BRI武器)和Mk III型(付費)。

## 外部連結
- （英文）—Modern Firearms （页面存档备份，存于）
- Sten （页面存档备份，存于）